# 大河乡 (巫溪县)
大河乡，是中华人民共和国重庆市巫溪县下辖的一个乡镇级行政单位。

## 行政区划
大河乡下辖以下地区：
下凤坝社区、分泉村、紫花村、上游村、双村、民主村、红火村、鹅蛋村、红光村、瓦坪村和广安村。